# Jacques Le Goff
Jacques Le Goff (ur. 1 stycznia 1924 w Tulonie, zm. 1 kwietnia 2014 w Paryżu) – francuski historyk specjalizujący się w mediewistyce.

## Kariera akademicka

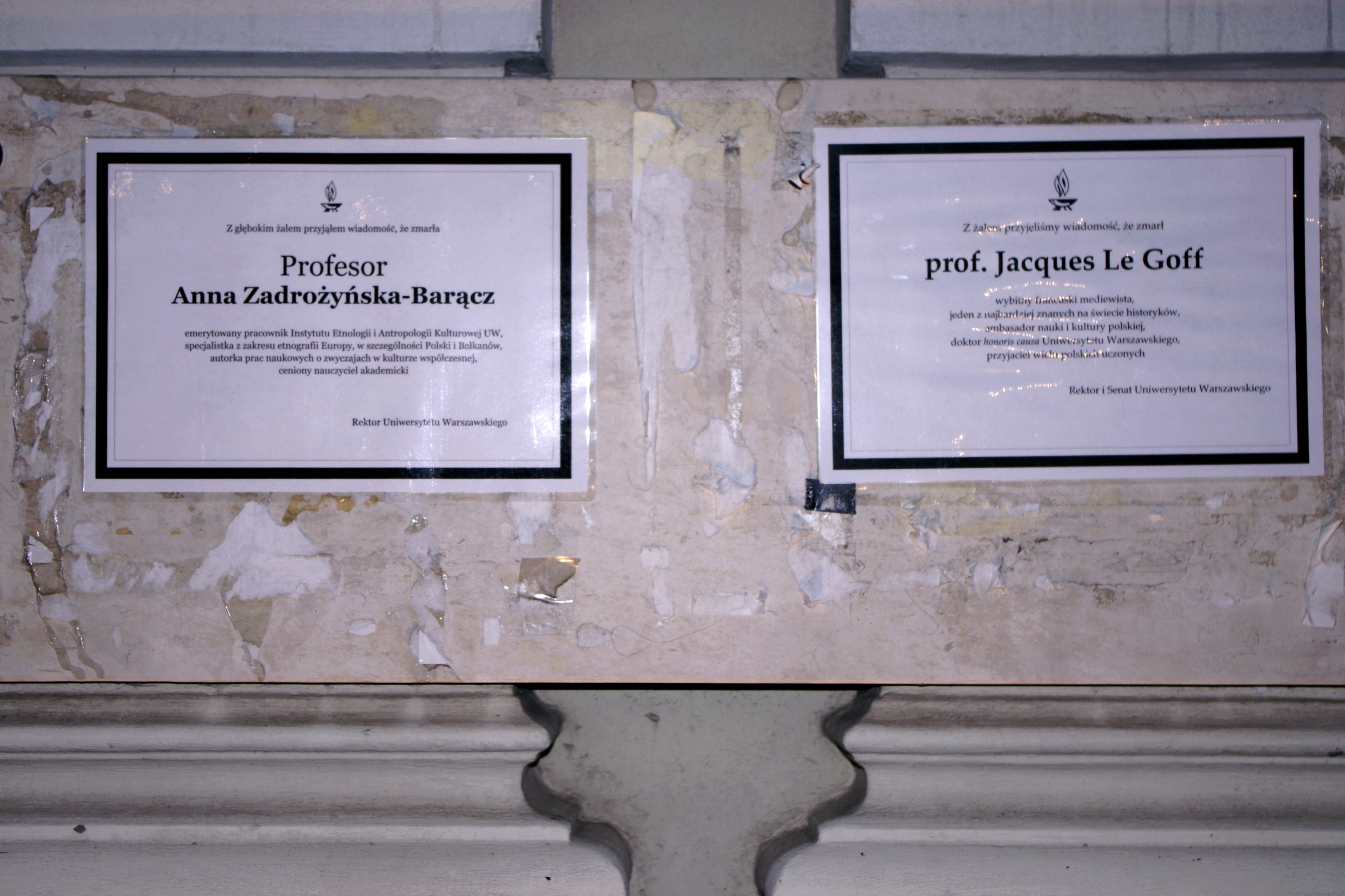
Nekrolog Jacques’a Le Goffa oraz etnolog Anny Zadrożyńskiej na bramie Uniwersytetu Warszawskiego na Krakowskim Przedmieściu w Warszawie

Urodził się 1 stycznia 1924 roku w Tulonie. Studiował w École normale supérieure, a następnie w Lincoln College w Oksfordzie i Ecole Française w Rzymie. W latach 50. był wykładowcą literatury na Uniwersytecie w Lille. Wkrótce wrócił jednak do Paryża, pracował w Ecole Pratique des Hautes Etudes (następnie École des hautes études en sciences sociales (EHESS), gdzie w latach 1972–1977 kierował przejętą po Fernandzie Braudelu Sekcją VI (Nauki Społeczne) – w roku 1977 stanowisko to objął François Furet; członek komitetu redakcyjnego Annales i jeden z najważniejszych twórców tej szkoły, członek Komitetu Prac Historycznych (1972) i prezydent EHESS (1975-77). Po  Braudelu przejął szefostwo redakcji tego czasopisma od 1946 do 1983 roku ukazującego się pod tytułem Annales. Économies. Sociétés. Civilisations.
Jacques Le Goff przez kilkadziesiąt lat zajmował się również dydaktyką uniwersytecką, kształtowaniem programów nauczania historii i geografii we Francji, wreszcie popularyzacją historii (m.in. w Radiu France-Culture).
Od początku pracy zawodowej szczególne związki łączyły Le Goffa z Europą Środkową. Pobyt w Czechosłowacji na stażu naukowym w 1948 roku sprawił, iż prawa człowieka w tych krajach stały mu się bardzo bliskie. Od 1962 roku żonaty był z Polką, Anną z Dunin-Wąsowiczów (zm. 11 grudnia 2004). Przyjaźnił się z polskimi historykami – między innymi z Witoldem Kulą i z Bronisławem Geremkiem, który był chrzestnym jego dziecka i świadkiem na jego ślubie – wspierał Polskę w okresie stanu wojennego. Członek zagraniczny Polskiej Akademii Nauk.
W 1976 został doktorem honoris causa Uniwersytetu Jagiellońskiego. W 1993 roku nadano mu tytuł doktora honoris causa Uniwersytetu Warszawskiego, natomiast w 1998 roku tytuł doktora honoris causa Uniwersytetu Karola w Pradze.
Zmarł 1 kwietnia 2014 roku w Paryżu.

## Dokonania
Jeden z najwybitniejszych przedstawicieli francuskiej szkoły historycznej Annales, jej tzw. „trzeciej generacji”. Ambicją szkoły było stworzenie „nowej historii”, która ograniczałaby koncentrację historyka na tradycyjnie pojętej historii politycznej a w jej miejsce oferowała m.in. historię gospodarczą, społeczną, demografię historyczną. Jacques Le Goff odegrał w tym dziele znaczącą rolę w zakresie „nowej” historii kultury. Interesowało go życie codzienne ludzi i ich mentalność. Można Le Goffa uznać za jednego z pionierów antropologii historycznej i historii mentalności.
Specjalista w zakresie historii średniowiecza (mediewista). Swoimi pracami zrehabilitował średniowiecze, uważane przez jego poprzedników za mroczny i posępny epizod historii. Ukazał jego inny obraz. Wskazał, że średniowiecze tętniło życiem – był to okres, w którym kształtowało się nowoczesne społeczeństwo. Le Goff dowodził, że średniowiecze uformowało swoją własną cywilizację, różną zarówno od starożytności greko-romańskiej, jak i świata nowożytnego. Le Goff zakwestionował trafność samej nazwy okresu średniowiecza i jego chronologię wskazując na osiągnięcia i zmienność w jego obrębie. W szczególności zwrócił uwagę na tak zwane Odrodzenie XII wieku. Jako agnostyk Le Goff zajmował stanowisko pośrednie pomiędzy krytykami i apologetami wieków średnich.

## Tłumaczenia na język polski
Książki:
- Inteligencja w wiekach średnich (Les intellectuels au Moyen Âge, 1957)
  - wyd. I: Czytelnik, Warszawa 1966
  - wyd. II: Volumen i Bellona, Warszawa 1997, seria Nowa Marianna
- Kultura średniowiecznej Europy (Civilisation de l’Occident médiéval, 1964)
  - wyd. I: Warszawa 1970, PWN
  - wyd. II: Warszawa 1994, Volumen i Klon, seria Nowa Marianna
  - wyd. III: Gdańsk-Warszawa 2002, Volumen i Marabut
- Człowiek średniowiecza (red.) (L’Homme médiéval, 1994)
  - wyd. I: Volumen i Marabut, Gdańsk-Warszawa 1996, seria Człowiek i Społeczeństwo
  - wyd. II: Świat Książki, Warszawa 2000
- Sakiewka i życie. Gospodarka i religia w średniowieczu, Marabut, Gdańsk 1995, seria Średniowiecze (La bourse et la vie, 1986)
- Narodziny czyśćca, PIW, Warszawa 1997 (La naissance du purgatoire, 1981)
- Świat średniowiecznej wyobraźni, Volumen i Bellona, Warszawa 1997, seria Nowa Marianna (L’imaginaire médiéval, 1985)
- Święty Franciszek z Asyżu, Czytelnik, Warszawa 2001 (Saint François d’Assise, 1999)
- Święty Ludwik, Volumen, Warszawa 2001, seria Nowa Marianna (Saint Louis, 1995)
- Apogeum Chrześcijaństwa. Ok. 1180 – ok. 1330, Czytelnik, Warszawa 2003, seria Pejzaże Kultury (Le XIIIe siècle. L’apogée de la chrétienté, 1992)
- Historia Europy dla dzieci, Świat Książki, Warszawa 2004 (L’Europe racontée aux jeunes, 1996)
- Najpiękniejsza historia miłości (współautorzy: Dominique Simonnet, Jean Courtin, Paul Veyne, Jacques Solé, Mona Ozouf, Alain Corbin, Ann-Marie Sohn, Pascal Bruckner, Alice Ferney) Wydawnictwo Cyklady, Warszawa 2004 (Plus belle histoire de l’amour, 2003)
- W poszukiwaniu średniowiecza (z Jeanem-Maurice’em de Montremy), Czytelnik, Warszawa 2005, seria Pejzaże Kultury (À la recherche du Moyen Âge, 2003)
- Historia ciała w średniowieczu (z Nicolas’em Truong’iem) Czytelnik, Warszawa 2006, seria Pejzaże Kultury (Histoire du corps au Moyen âge, 2003)
- Długie średniowiecze, Wydawnictwa Uniwersytetu Warszawskiego, Warszawa 2007 (Long moyen âge, 2004)
- Historia i pamięć, Wydawnictwa UW, Warszawa 2007 (Histoire et memoire, 1988)
- O średniowieczu, Oficyna Naukowa, Warszawa 2007 (Moyen Âge expliqué aux enfants) – tłum. Maryna Ochab
- Bóg średniowiecza. Rozmowy z Jean-Luc Pouthierem, Wydawnictwa Uniwersytetu Warszawskiego, Warszawa 2008 (Le Dieu du Moyen Âge, 2003)
- Średniowiecze i pieniądze. Esej z antropologii historycznej, Czytelnik, Warszawa 2011 (Le Moyen Âge et l’Argent, 2010)
- Niezwykli bohaterowie i cudowne budowle średniowiecza, Oficyna Naukowa, Warszawa 2011 (Héros et merveilles du Moyen Âge, 2005)

Teksty w antologiach:
- Czas kościoła i czas kupca, [w:] Czas w kulturze (red. Andrzej Zajączkowski), Państwowy Instytut Wydawniczy, Warszawa 1988, seria Biblioteka Myśli Współczesnej
- Od czasu średniowiecznego do czasu nowożytnego, [w:] Czas w kulturze (red. Andrzej Zajączkowski), Państwowy Instytut Wydawniczy, Warszawa 1988, seria Biblioteka Myśli Współczesnej